# Magadinovac
Magadinovac est un village de la municipalité de Orahovica (Comitat de Virovitica-Podravina) en Croatie.